# Kazalište u 1923.
◄◄ | ◄ | 1920. | 1921. | 1922. | 1923.  | 1924. | 1925. | 1926. | ► | ►►
Arhitektura • Astronomija • Biologija • Film • Fotografija • Glazba • Kazalište • Kemija • Kiparstvo • Knjige • Književnost • Kršćanstvo • Meteorologija • Medicina • Planinarstvo • Politika • Pravo • Promet • Slikarstvo • Strip • Šport • Televizija • Znanost • Zrakoplovstvo • Željeznički promet
Kazalište u 1923.

## Hrvatska i u Hrvata

### Rođenja
- Marija Aleksić, hrvatska kazališna, televizijska i filmska glumica († 1998.)

## Vanjske poveznice
|  | Zajednički poslužitelj ima još gradiva o temi Kazalište u 1923. |